# De Oude Tufferbaan
De Oude Tufferbaan, voorheen of ook wel D'Oude Tuffer, is een rondrit in attractiepark de Efteling. De attractie ligt in Ruigrijk en werd geopend in 1984. De Oude Tufferbaan is vooral bedoeld voor de jongere bezoekers van het park.

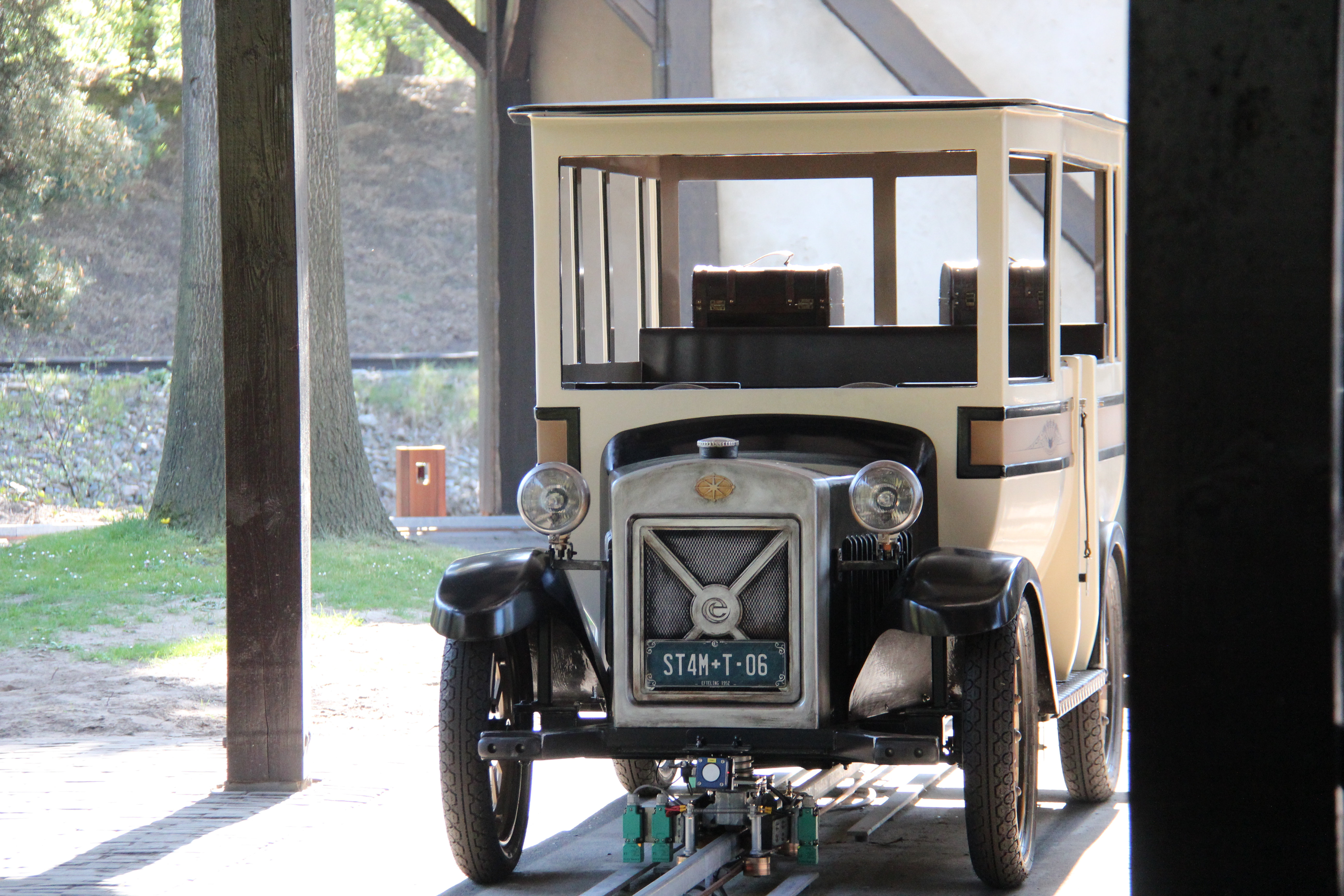
Een van de voertuigen van de Oude Tufferbaan: Boekhandel 't Hoogste Woord

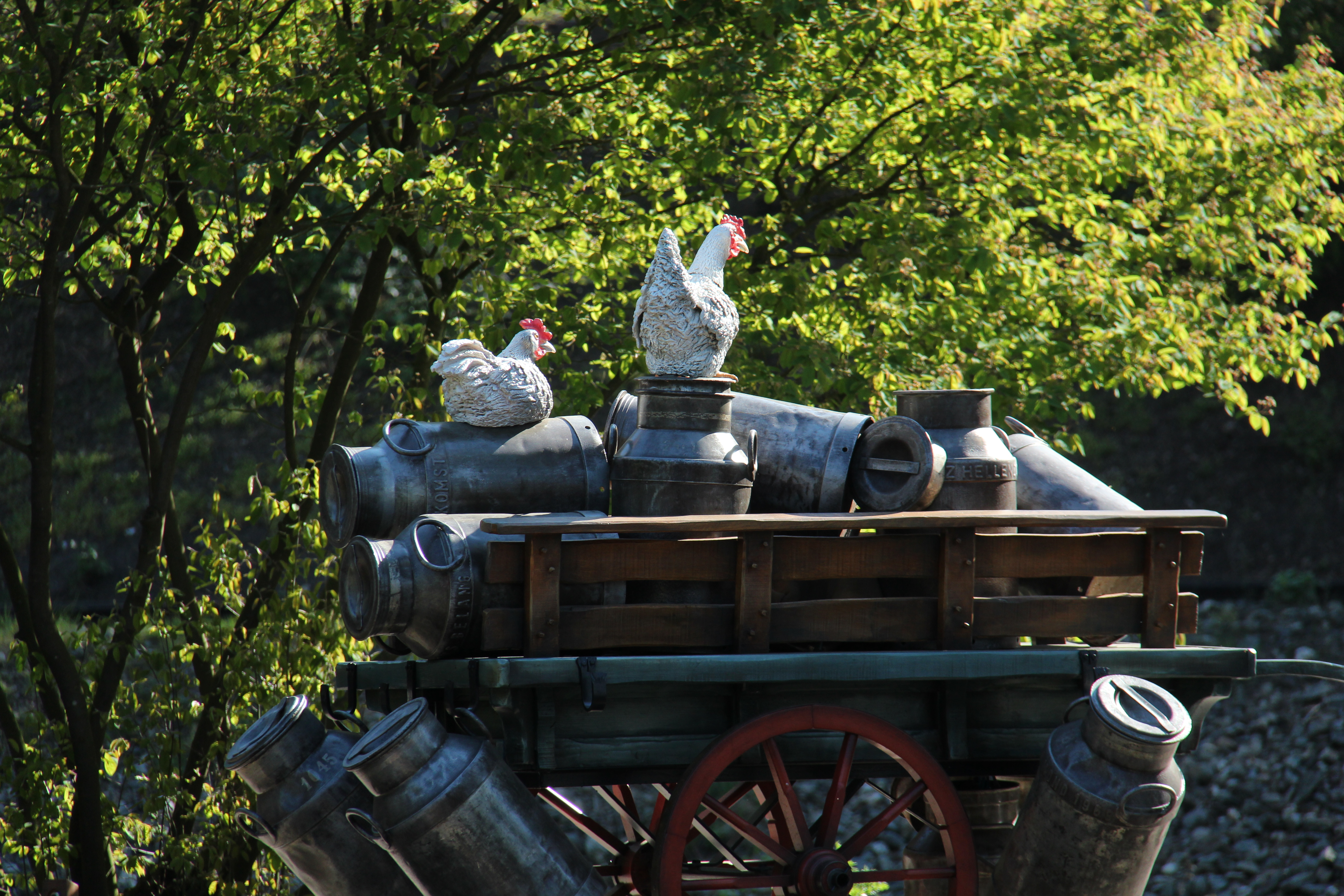
De melkkar met kippen is een interactief element

Met een snelheid van 6,5 kilometer per uur rijden T-Fordjes in verschillende kleuren over een parcours van 600 meter lengte. De passagiers rijden over bruggen en door bossen en komen allerlei dingen tegen op hun pad. Hoewel elke wagen over een middengeleider rijdt, kan men met behulp van het stuur toch enigszins bijsturen.
In 2019 werd de attractie opgefrist ter gelegenheid van het 35-jarig jubileum. De tuffers maakten plaats voor pick-up trucks en andere voertuigen. Deze voertuigen zijn gebouwd door Metallbau Emmeln. Ook de mogelijkheid om zelf te sturen verdween. Wel is een andere vorm van interactiviteit ingebouwd in de attractie, een toeter waarop boerderijdieren reageren, zoals onder andere een schuur waar men doorheen rijdt. Nadat ze de schuur in zijn gereden zal men kippen op een kapotte tuffer tegenkomen. Als laatste zal men richting de vogelverschrikker rondrijden.

## Trivia
- In de beginjaren van de attractie werden aan de bezoekers Efteling-rijbewijzen uitgedeeld. In 2002, toen de Efteling 50 jaar bestond, kwam het rijbewijs voor een jaar terug. Zo ook in 2012, bij het 60-jarig bestaan keerde het rijbewijs tijdelijk terug.